# Batería de Sangenís
La batería de Sangenís es una fortificación defensiva situada en la punta del Boquerón, al sur del municipio de San Fernando (provincia de Cádiz, Andalucía, España), cerca de la playa de Camposoto y del islote de Sancti Petri. Enclavada en la estratégica entrada del caño de Sancti Petri, lugar en el que también se encuentran el castillo de Sancti Petri, la batería de Urrutia y la batería de Aspiroz, sirvió de manera eficaz durante el sitio de Cádiz (Guerra de Independencia Española). Su nombre se debe al ingeniero militar Antonio Sangenís Torres, especialista en fortificaciones capaces de resistir asedios.

## Historia
Su construcción data del siglo XVIII y fue bautizada con el nombre de Sangenís en honor al ingeniero Antonio Sangenís Torres; estuvo proyectada en un principio como una batería capaz de albergar 35 piezas de artillería, aunque solo se terminó el primer tercio del recinto, que es lo que actualmente se conserva. Este tramo se artilló con 14 piezas (seis de a 24, dos de a 16, cuatro obuses de a 9 y dos de a 7). Hoy día se conservan numerosos restos, destacando el imponente polvorín, así como la rampa de acceso al nivel superior, en el que se encontraban las troneras, que hoy día está bajo las dunas.
Actualmente, como el resto de baterías y fortificaciones de San Fernando, abandonada por parte de los políticos.

## Función
Formaba parte del conjunto de fortificaciones de la punta del Boquerón, junto a las baterías de Urrutia y Aspiroz y el castillo de Sancti Petri. Tenía la función de proteger la entrada sur del caño de Sancti Petri y cerrarlo al paso de buques franceses, fin para el que tenía que presentar más fuego que el enemigo invasor, además de defender las avenidas de Chiclana (brazos de mar situados frente a la punta, en el municipio de Chiclana de la Frontera). Esta batería realizaba su labor de cubrir la entrada meridional del caño a la perfección, ya que su posición elevada y resguardada por dunas y el gran número de piezas de artillería con que contaba le permitían abrir mucho más fuego contra los navíos enemigos de lo que estos podían hacer contra la batería.

## Protección
La batería de Sangenís está protegida por la declaración genérica del Decreto de 22 de abril de 1949, sobre protección de los castillos españoles,
y por la Ley 16/1985 sobre el Patrimonio Histórico Español.
Con motivo de la celebración del Bicentenario de las Cortes de Cádiz, la batería de San Genís, junto con la de Urrutia, será rehabilitada dentro del plan Almenasur, diseñado por el Ayuntamiento de San Fernando para la recuperación de la red de fortificaciones costeras que rodean a la ciudad.